# Salon van Diana

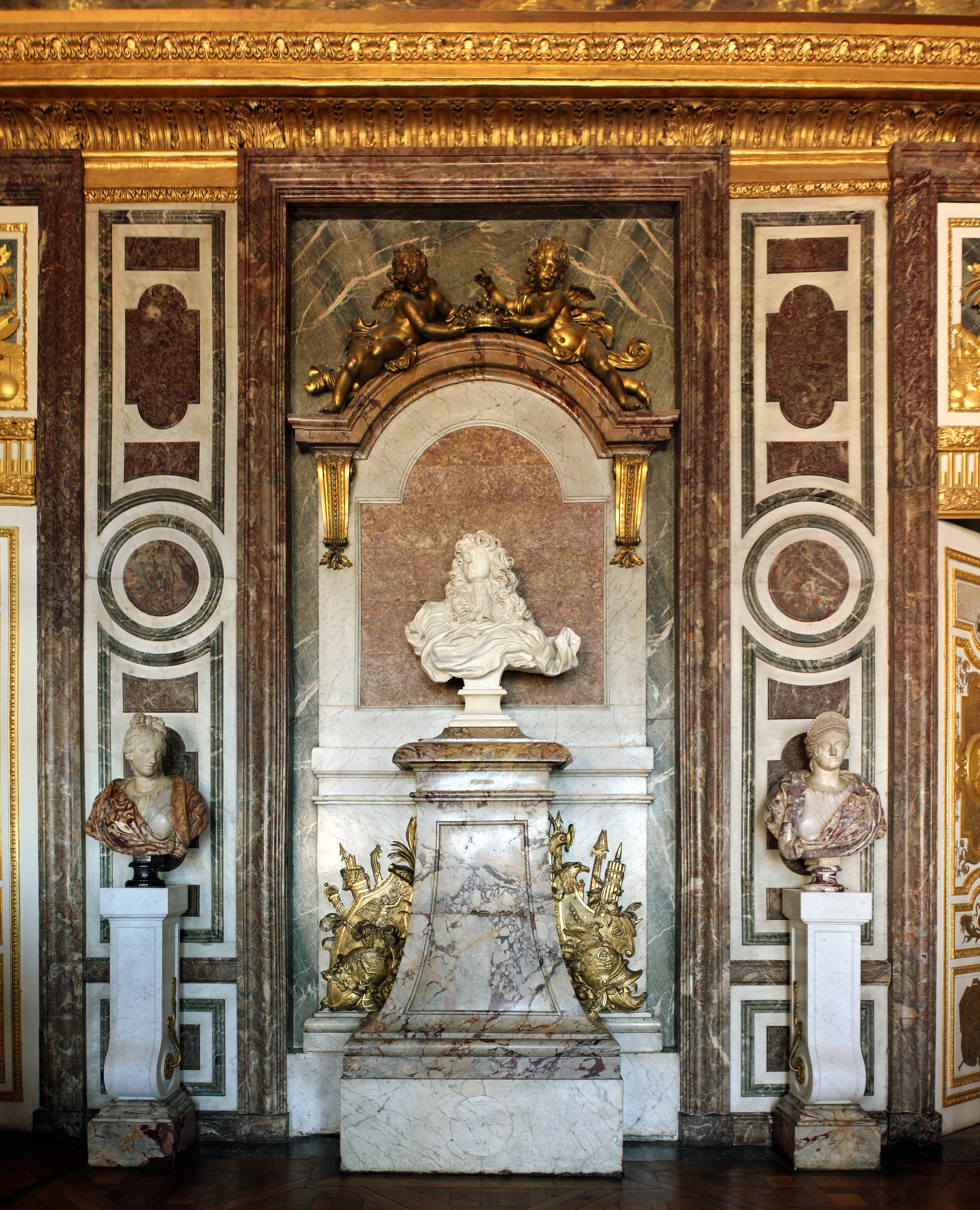
Buste van Lodewijk XIV door Bernini in de Salon van Diana

De Salon van Diana (Frans: Salon de Diane) is een van de staatsievertrekken op de eerste verdieping van het Kasteel van Versailles. De zaal is gewijd aan de godin van de jacht, de zuster van Apollo. Het plafond is prachtig beschilderd. Er is een schouw met daarboven het schilderij Diana redt Iphigenia. Er is een buste van Lodewijk XIV gemaakt door Bernini. Ook staan er acht marmeren beelden.